# Albánia vasúti közlekedése

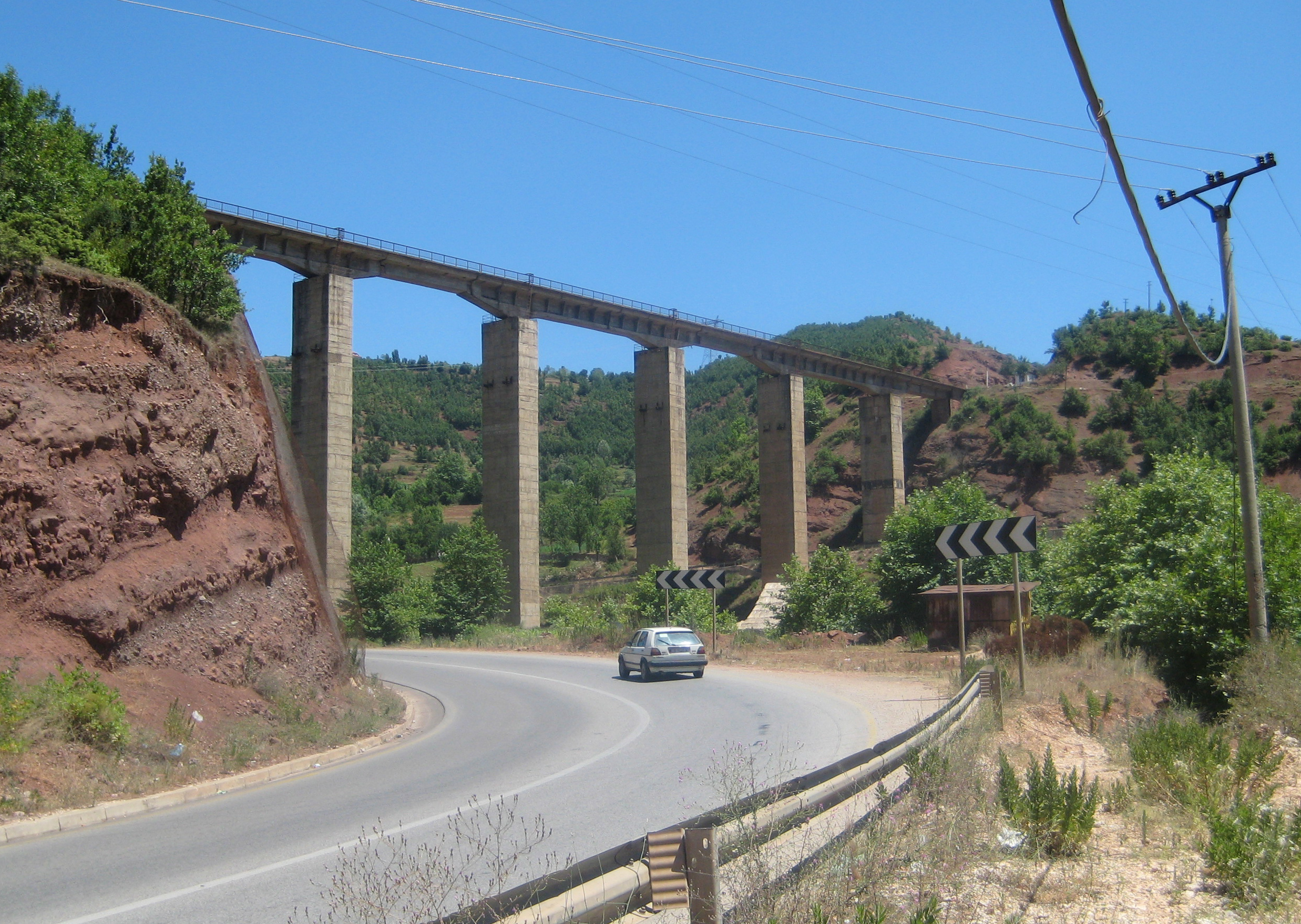
Vasúti híd Albániában

Albánia vasúti közlekedése a nemzeti vasúttársaság, a Hekurudha Shqiptarë (magyarul Albán Vasutak) kezelése és irányítása alatt áll, de az ország gazdasági helyzete miatt igen fejletlen. A hálózat 896 km hosszú, normál nyomtávú (1435 mm), nem villamosított.

## Története
Az első normál nyomtávú vonal 1947-ben nyílt meg, bár előtte már voltak keskeny nyomtávú vonalak. A vasútépítést Enver Hoxha és rezsime szorgalmazta, miután a súlyosan elmaradt ország volt hatalomátvételekor az egyetlen Európában, mely még nem rendelkezett vasúthálózattal. Halálakor az ország vasúthálózata 677 km volt.
A kommunista rezsim összeomlása után Albániában rohamosan esett a vasút népszerűsége az utazóközönség körében, egyre kihasználatlanabbak lettek a vonatok, és a fejlesztések is elmaradtak. A ballshi és a rrësheni szárnyvonalon a személyszállítás is megszűnt.
Albánia UIC országkódja a 41-es.

## Vasúthálózat
Albánia vasúthálózatának központja Durrës: innen indul a két fő vonal Shkodra, valamint Vlora felé. A shkodrai vonal felől Tiranát, míg a vlorai vonalról Pogradecet lehet elérni egy-egy kiágazással. Ezeken kívül még van egy keskeny nyomközű vonalrendszer Vlora környékén, és néhány, csak teherszállításra használt mellékvonal.
Albánia vasúthálózata igen elmaradott: minden fő- és mellékvonal egyvágányú és villamosítatlan, és még a legjobb állapotú szakaszokon sem lehet 80 km/h-nál gyorsabban közlekedni. Összehasonlításul: a Shkodra-Tirana szakasz körülbelül fele olyan hosszú, mint a Budapest-Miskolc táv, ám másfél órával tovább tart az út.
Nagy hátrány továbbá, hogy az ország kiesett Európa vasúti vérkeringéséből: mindössze egy vonal, az 1986-ban létesített Podgorica-Shkodra vasútvonal vezet ki az országból, ám ezen is csak teherszállítást végeznek, így az országnak nincs közvetlen személyszállítási összeköttetése más országokkal. Az évek óta tervezgetett podgoricai összeköttetésen kívül még tervek vannak új vasútvonalakra is: belföldön a pogradeci vonalat Korçáig hosszabbítanák, valamint összeköttetést létesítenének Koszovóval és Észak-Macedóniával is.

## Vasúti kapcsolata más országokkal
- Észak-Macedónia - tervezett kapcsolat, azonos nyomtávolság
- Görögország - nincs kapcsolat
- Koszovó - tervezett kapcsolat, azonos nyomtávolság
- Montenegró - van kapcsolat, azonos nyomtávolság, csak teherforgalom

## Gördülőállomány

### Mozdonyok

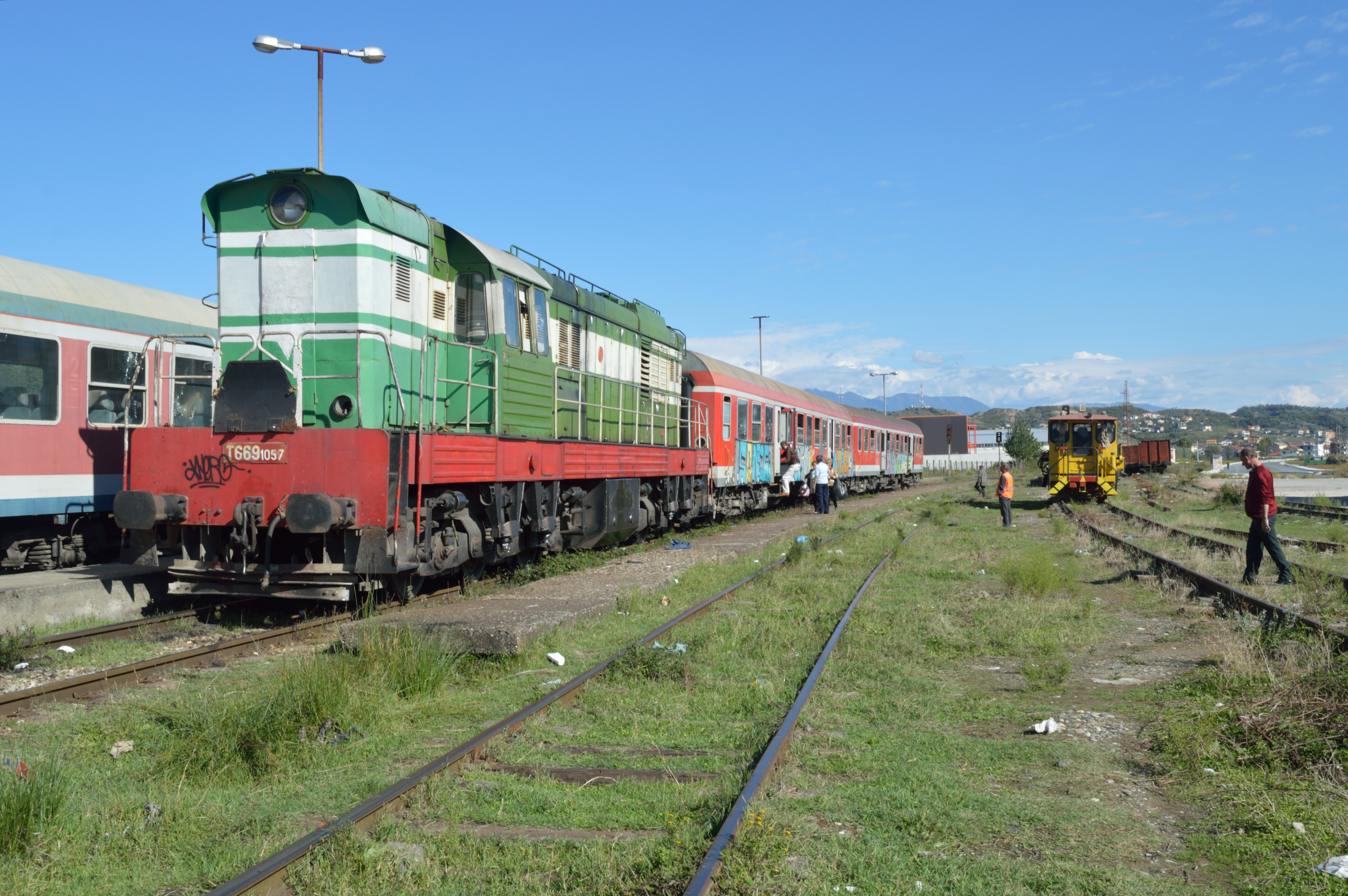
ČKD gyártmányú, T669 sorozatjelű dízel-elektromos mozdony Vlorë pályaudvarán

Albániában minden szerelvényt ČKD gyártmányú, T669 sorozatszámú ChME3 típusú dízel-elektromos mozdonyok vontatnak, melyből 61 darabbal rendelkezik a HSH. A mozdonyt kifejezetten nehéz teher szállítására tervezték, így 90 km/h-s végsebességük viszonylag alacsony, jóllehet, ennél nagyobb sebességet az ország vasútvonalainak állapota sem tesz lehetővé.
Korábban a német V200-as típusból is közlekedtek mozdonyok, ám ezeket hamar selejtezték.

### Személyvagonok

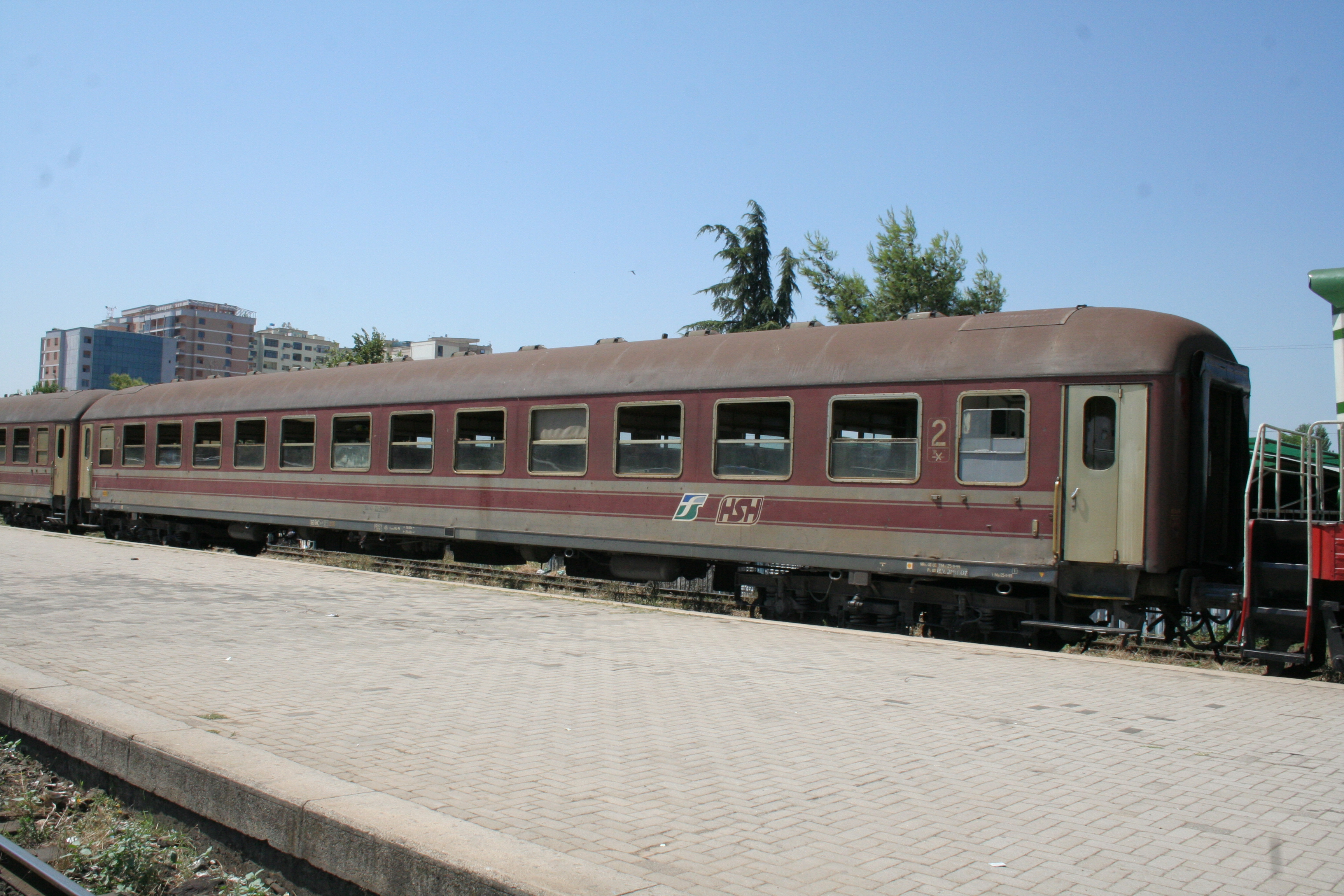
Egykori olasz személyvagon az albán vasút szolgálatában

Az albán személyvagonok tipikusan más országokból felvásárolt, selejtezett darabok: érkeztek Németországból (azonos a MÁV és a GYSEV kötelékeiben is futó ún. halberstadti kocsikkal), Ausztriából és Olaszországból is. A kocsik nagy részén meglátszik a gyenge karbantartás és az életkor.

## 2015-ös renováció

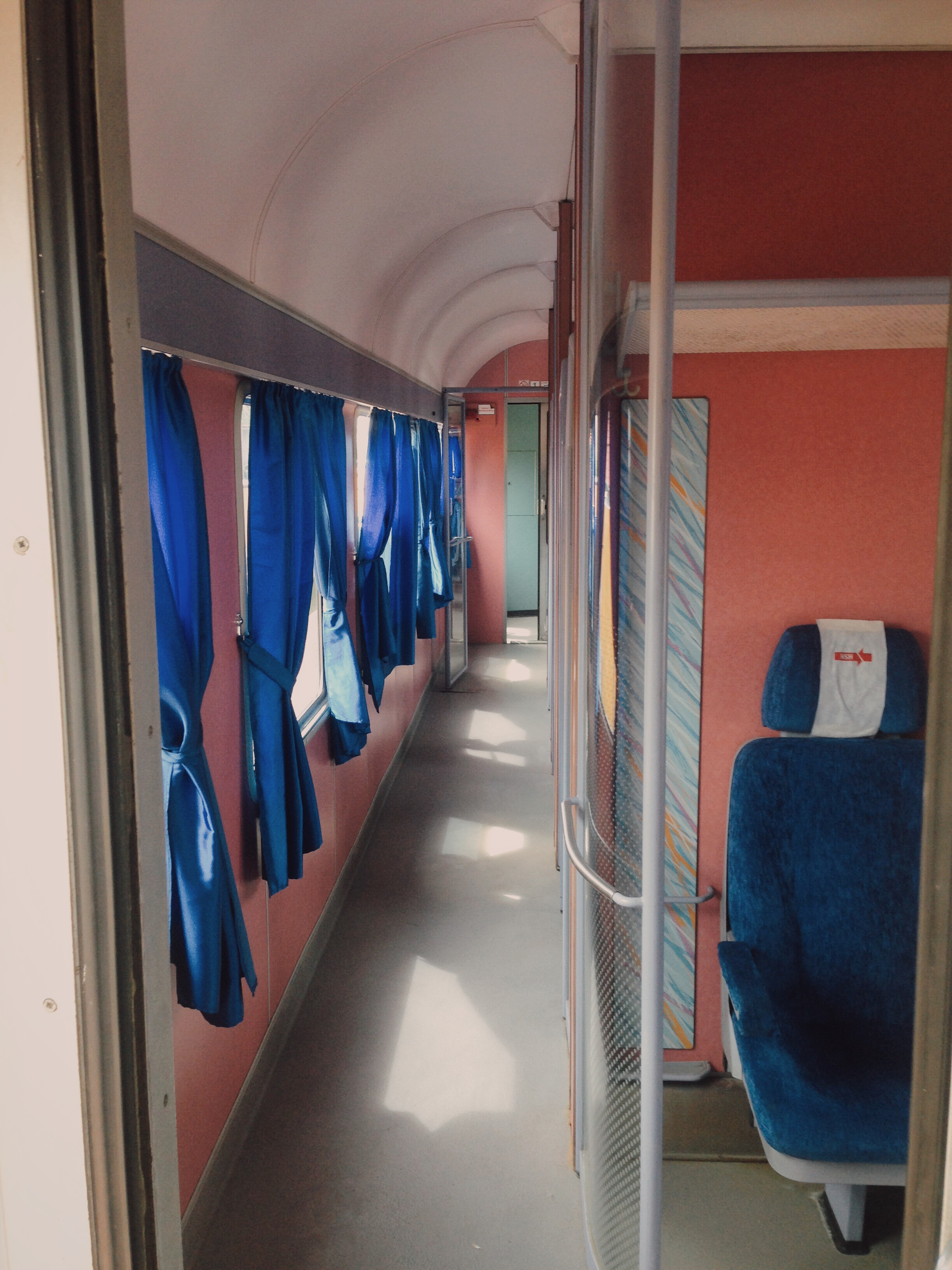
Felújított személyvagon belseje

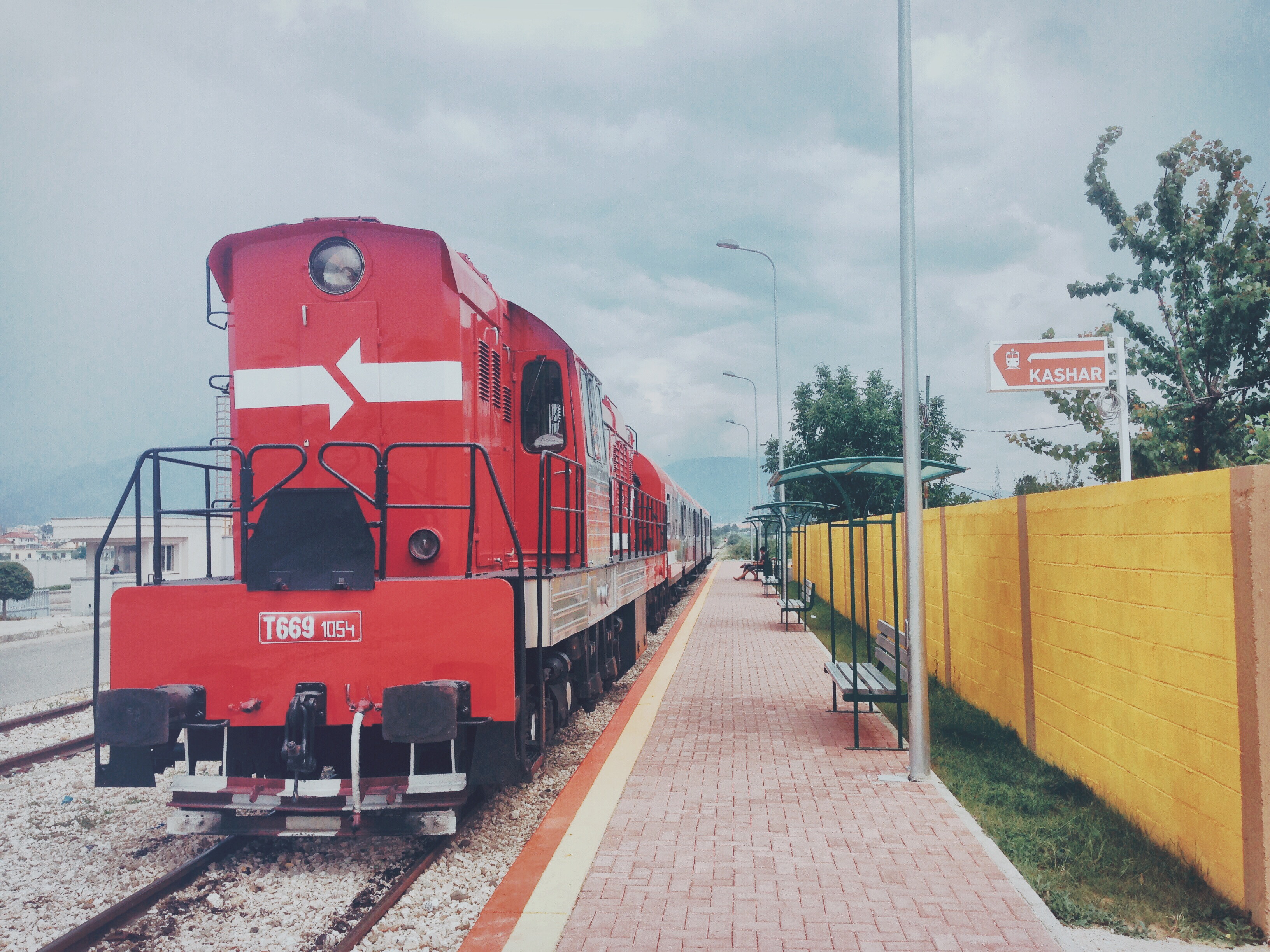
Új vasúti megállóhely és újonnan festett mozdony

A HSH 2015 elején külcsíni változtatásokat eszközölt. A Shkodër-Durrës vonal egyes állomásai átfogó felújítást kaptak. Néhány mozdony is új piros-fehér festést kapott az eredeti zöld-fehér helyett. A legrosszabb állapotú személykocsik pedig új festést és belső teret kaptak.